# Lophoceros nasutus
Il buceretto nasuto (Lophoceros nasutus (Linnaeus, 1766)) è un uccello della famiglia dei Bucerotidi originario dell'Africa sub-sahariana.

## Descrizione

### Dimensioni
Misura 45-51 cm di lunghezza, per un peso di 172-258 g nel maschio e di 163-215 g nella femmina.

### Aspetto

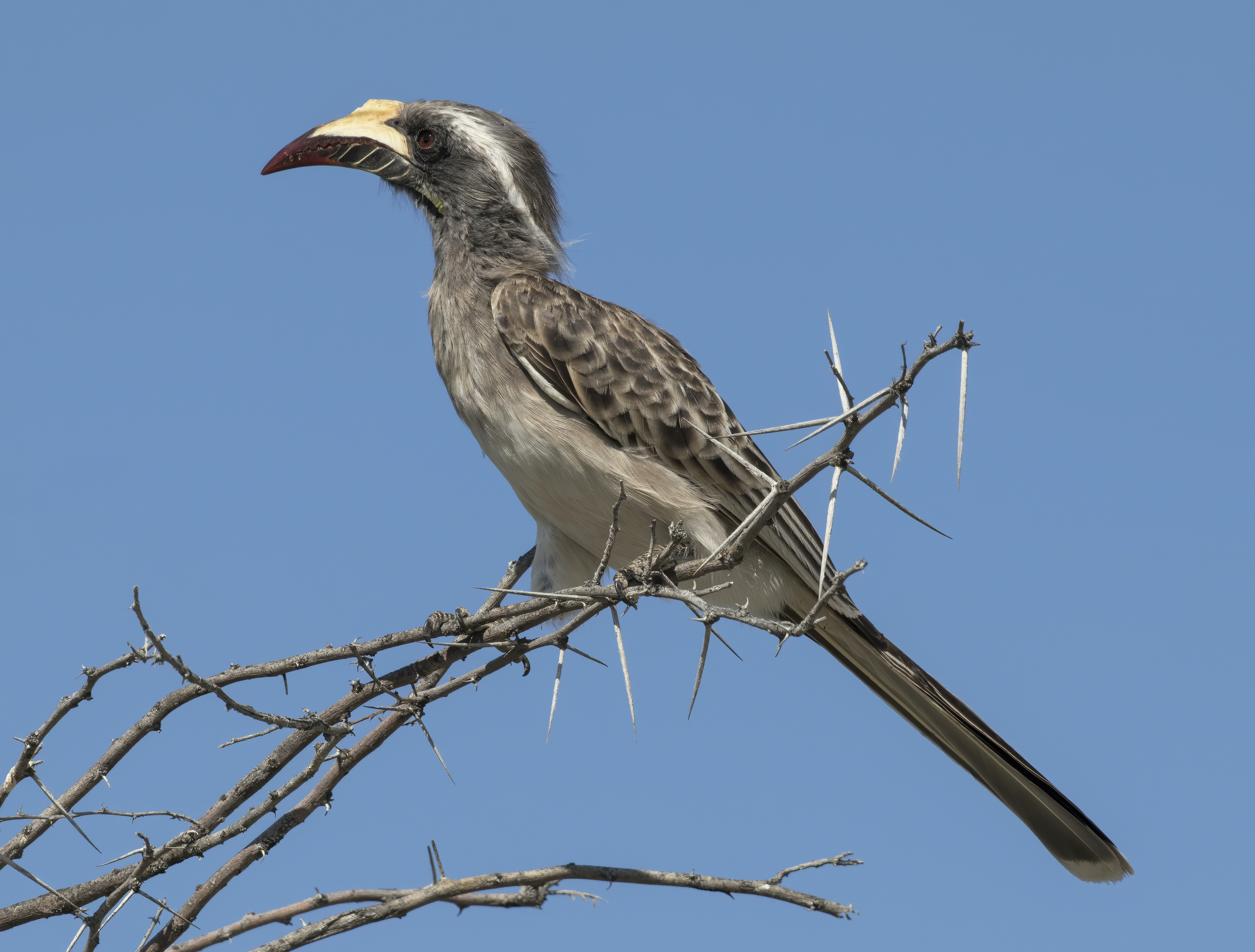
Femmina di L. n. epirhinus (parco nazionale d'Etosha, Namibia).

Da lontano, questo bucero presenta un aspetto generale grigio-marrone, ma il grande becco ricurvo e la lunga coda ne rendono la sagoma caratteristica. Le ali sono corte e arrotondate. Questa specie si differenzia dal più piccolo buceretto beccorosso (Tockus erythrorhynchus) non solamente per il colore del becco, ma anche per il disegno della coda. Nel suo caso, infatti, solamente le timoniere laterali sono parzialmente bianche, le restanti sono nere. Nel suo cugino dal becco rosso, le timoniere centrali sono nere e le altre completamente bianche. Il maschio differisce dalla femmina per il colore del becco, che è nero, ad eccezione della base che è giallo crema fino alla metà del ramo superiore. Quello della femmina, invece, ha il ramo superiore giallo e quello inferiore nero, con l'estremità rossastra. A parte questo, entrambi i sessi condividono molti tratti comuni. La testa e il collo sono di colore grigio scuro, più scuro sulla gola ma virante al marrone chiaro a contatto con il petto. La base del becco è allargata e forma una sorta di elmetto molto piccolo che si estende fino alla metà del becco, terminando a punta. Un sopracciglio biancastro molto ampio descrive una curva sopra l'occhio, dalla base del becco all'occipite. Le piume delle ali e del dorso sono di colore marrone scuro; ognuna di esse è ampiamente bordata di bianco. Le parti inferiori sono interamente bianche. Le zampe sono bruno-nerastre, l'iride è bruno-rossastra. Da notare tre o quattro sottili linee trasversali di colore giallo brillante che decorano il ramo inferiore del becco e che sono indiscutibili segni di riconoscimento.
I giovani hanno la base del becco e le piccole linee trasversali su di esso di colore giallastro. La punta è rossa, mentre il resto del ramo inferiore è nero scuro. L'elmetto è assente, ma la base del culmen è leggermente rialzata.

### Voce
Il richiamo del buceretto nasuto è un pi pi pi penetrante che accelera e si sviluppa fino a divenire un sibilo piuttosto triste e discendente, pipipipipipipi pleu pleu. In volo emette un semplice pleu che può essere udito anche da lontano.

## Biologia

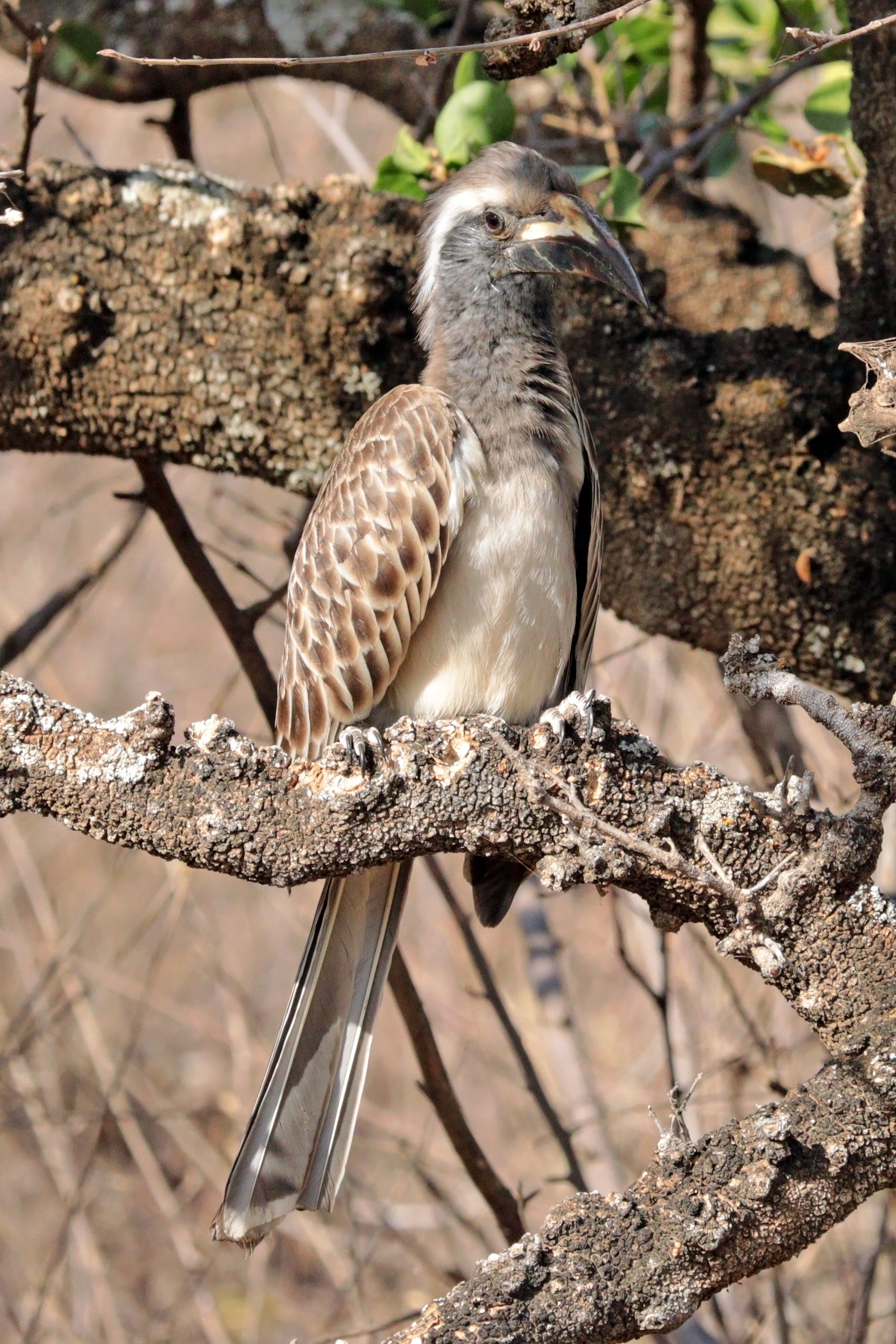
Giovane di L. n. nasutus (Etiopia).

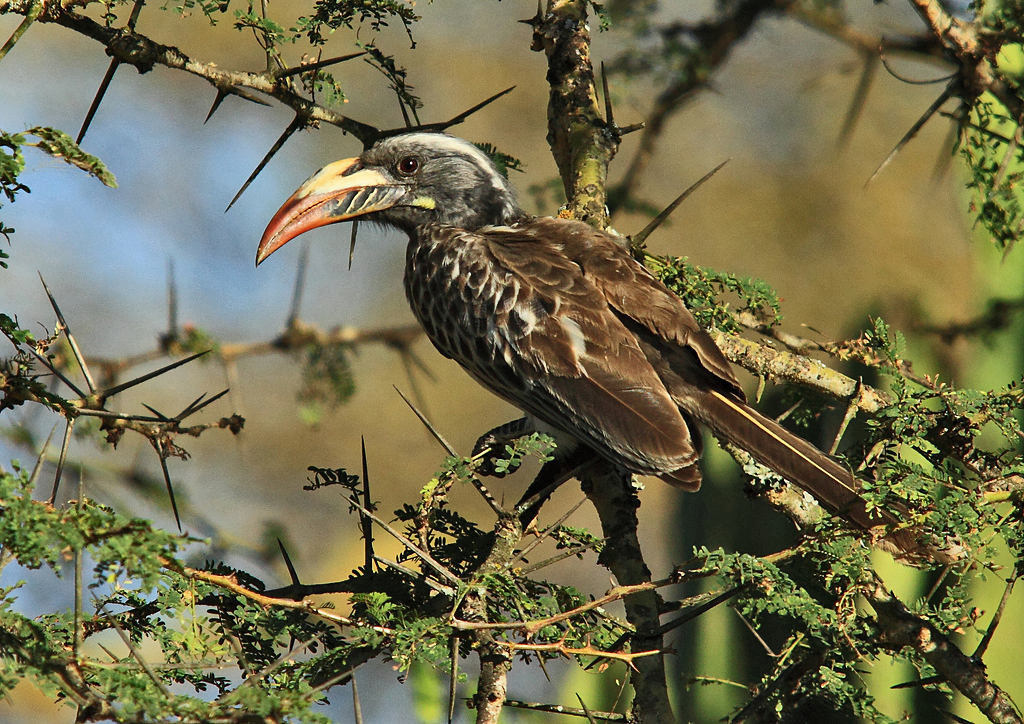
Femmina di L. n. epirhinus (lago Naivasha, Kenya).

In coppia o in gruppi composti al massimo da una ventina di individui, il buceretto nasuto si sposta con un volo ondulato durante il quale i battiti d'ala si alternano a lunghe planate. Quando lancia il suo richiamo, raddrizza il corpo in verticale e agita le ali. Il suo appello lamentoso viene ripetuto per molte volte, ma in certi casi è possibile udirlo anche per venti minuti senza interruzione.

### Alimentazione
I buceretti nasuti cercano principalmente il loro cibo tra le chiome degli alberi, ma questo non impedisce loro di scendere a terra. La loro dieta è mista: è costituita da insetti, ragni, piccoli roditori, rane e alcuni frutti. Le sostanze di origine animale costituiscono l'85% del menu.

### Riproduzione
L'epoca della riproduzione varia in base alle regioni. In Zimbabwe è stata osservata da agosto a novembre, mentre nell'Africa occidentale ha luogo da dicembre ad aprile.
Il nido è difficile da localizzare, in quanto il maschio cerca di non farsi vedere nelle sue vicinanze. L'apertura viene murata dalla femmina dopo l'inizio dell'incubazione e la fessura che permette al maschio di nutrirla misura da 7 a 10 centimetri di lunghezza. La femmina depone da 2 a 5 uova in un intervallo che può durare una settimana. L'incubazione, che dura da 24 a 26 giorni, inizia subito dopo la deposizione del primo uovo, pertanto le nascite sono scaglionate. I piccoli nascono nudi e ciechi; richiedono molte attenzioni e cure ed escono dal nido solo tra i 19 e i 34 giorni di vita. A partire dall'età di 10-15 giorni, sono in grado di espellere le loro deiezioni attraverso l'apertura praticata nel nido. Prima di questo periodo, è la femmina che si occupa della pulizia del nido e del rinnovo del rivestimento situato al suo interno. Durante il periodo di reclusione, la femmina effettua la muta ed è in grado di uscire dal nido sono quando i giovani effettuano l'involo.

## Distribuzione e habitat
I buceretti nasuti frequentano le zone boschive, le savane arbustive e le praterie aride con alberi e boschetti, dal livello del mare fino a 1700 metri.
Questa specie è endemica dell'Africa a sud del Sahara, dove occupa un areale molto vasto. Questo si estende come una larga fascia dall'Africa occidentale, dal Senegal e dalla Guinea, fino all'Etiopia, per poi svilupparsi attraverso l'Africa orientale in direzione sud. La specie è presente nell'estremità meridionale della Somalia, in Kenya, in Uganda, Tanzania, Zambia, Malawi, Zimbabwe e nel sud del Mozambico. In Africa australe, la troviamo in Botswana, in alcune parti della Namibia e nell'estremità meridionale dell'Angola. In Sudafrica, si può osservare nel Transvaal settentrionale, ma è assente dalle province meridionali.

## Tassonomia
Gli studiosi ne riconoscono due sottospecie:
- L. n. nasutus (Linnaeus, 1766), diffusa dalla Mauritania meridionale fino all'Eritrea e alla Somalia meridionale a est e alle regioni settentrionali di Sierra Leone, Camerun, Uganda e Kenya a sud, nonché nell'Arabia Saudita sud-occidentale e nello Yemen occidentale;
- L. n. epirhinus (Sundevall, 1850), diffusa dalle regioni meridionali di Uganda e Kenya fino alle regioni meridionali di Repubblica Democratica del Congo e Angola, alla Namibia centrale e al Sudafrica settentrionale a sud.